# Бри (Вијена)
Бри (фр. Brux) насеље је и општина у западној Француској у региону Поату-Шарант, у департману Вијена која припада префектури Монморијон.
По подацима из 2011. године у општини је живело 707 становника, а густина насељености је износила 19,69 становника/km². Општина се простире на површини од 35,91 km². Налази се на средњој надморској висини од 126 метара (максималној 154 m, а минималној 117 m).

## Демографија
| 1962. | 1968. | 1975. | 1982. | 1990. | 1999. | 2011. |
| ----- | ----- | ----- | ----- | ----- | ----- | ----- |
| 766   | 881   | 757   | 741   | 693   | 670   | 707   |

График промене броја становника у току последњих година